# Unterseeboot 226
Le Unterseeboot 226 (ou U-226) est un sous-marin allemand (U-Boot) de type VII.C utilisé par la Kriegsmarine (marine de guerre allemande) pendant la Seconde Guerre mondiale

## Historique
Mis en service le 1er août 1942, l'Unterseeboot 226 reçoit sa formation de base à Kiel en Allemagne au sein de la 5. Unterseebootsflottille jusqu'au 31 décembre 1942, puis l'U-226 intègre sa formation de combat à Saint-Nazaire en France avec la 6. Unterseebootsflottille.
Il réalise sa première patrouille, quittant le port de Kiel le 31 décembre 1942 sous les ordres du Kapitänleutnant Rolf Borchers . Après 70 jours de mer, l'U-226 rejoint la base sous-marine de Lorient qu'il atteint le 10 mars 1943.
L'Unterseeboot 226 a effectué trois patrouilles dans lesquelles il a coulé un navire marchand de 7 134 tonneaux au cours de 141 jours en mer.
Sa troisième patrouille le fait quitter la base sous-marine de Brest le 5 octobre 1943 sous les ordres de l'Oberleutnant zur See Albrecht Gänge. Après 33 jours en mer, l'U-226 est attaqué et coulé le 6 novembre 1943 à 7 heures du matin dans l'Atlantique Nord à l'est de Terre-Neuve à la position géographique de 44° 49′ N, 41° 13′ O par des charges de profondeur des sloops britanniques HMS Starling, HMS Woodcock et HMS Kite. Les 51 membres d'équipage meurent dans cette attaque.

## Affectations successives
- 5. Unterseebootsflottille à Kiel du 1er août au 31 décembre 1942 (entrainement)
- 6. Unterseebootsflottille à Saint-Nazaire du 1er janvier au 6 novembre 1943 (service actif)

## Commandement
- Kapitänleutnant Rolf Borchers du 1er août 1942 au 26 juillet 1943
- Oberleutnant zur See Albrecht Gänge du 26 juillet au 6 novembre 1943

## Patrouilles
|       | Commandant           | Départ            | Départ        | Arrivée           | Arrivée       | Jours     | Succès  |
| ----- | -------------------- | ----------------- | ------------- | ----------------- | ------------- | --------- | ------- |
| 1     | Kptlt. Rolf Borchers | 31 décembre 1942  | Kiel          | 10 mars 1943      | Lorient       | 70 jours  |         |
| 2     | Kptlt. Rolf Borchers | 10 avril 1943     | Lorient       | 17 mai 1943       | Saint-Nazaire | 38 jours  | 7 134   |
|       | Oblt. Albrecht Gänge | 28 septembre 1943 | Saint-Nazaire | 30 septembre 1943 | Brest         | 3 jours   |         |
| 3     | Oblt. Albrecht Gänge | 5 octobre 1943    | Brest         | 6 novembre 1943   | Coulé         | 33 jours  |         |
| Total | Total                | Total             | Total         | Total             | Total         | 141 jours | 7 134 t |

Note : Oblt. = Oberleutnant zur See - Kptlt. = Kapitänleutnant

### Opérations Wolfpack
L'U-226 a opéré avec les Wolfpacks (meute de loups) durant sa carrière opérationnelle:
1. Falke (8 janvier 1943 - 12 janvier 1943)
2. Habicht (10 janvier 1943 - 19 janvier 1943)
3. Haudegen (19 janvier 1943 - 15 février 1943)
4. Sturmbock (24 février 1943 - 26 février 1943)
5. Sans nom (15 avril 1943 - 18 avril 1943)
6. Specht (19 avril 1943 - 4 mai 1943)
7. Fink (4 mai 1943 - 5 mai 1943)
8. Siegfried (22 octobre 1943 - 27 octobre 1943)
9. Siegfried 3 (27 octobre 1943 - 30 octobre 1943)
10. Jahn (30 octobre 1943 - 2 novembre 1943)
11. Tirpitz 4 (2 novembre 1943 - 6 novembre 1943)

## Navires coulés
L'Unterseeboot 226 a coulé un navire marchand de 7 134 tonneaux au cours des trois patrouilles (141 jours en mer) qu'il effectua.
| Date          | Navire       | Pavillon    | Tonnage | Convoi | Fait  |
| ------------- | ------------ | ----------- | ------- | ------ | ----- |
| 18 avril 1943 | Fort Rampart | Royaume-Uni | 7 134   | HX-233 | Coulé |

### Référence
1. ↑  http://uboat.net/boats/successes/u226/html

### Source
- (en) Cet article est partiellement ou en totalité issu de l’article de Wikipédia en anglais intitulé « German submarine U-226 » (voir la liste des auteurs).